# Tip 30
De Tip 30 (ook wel: Nationale Tip 30 genoemd) was de tiplijst van de Nationale Hitparade vanaf 5 augustus 1974 tot eind mei 1978. De Single Tip 30 (kortweg ook vaak Tip 30 genoemd) is sinds 10 mei 2014 de tiplijst bij de Single Top 100. In het navolgende artikel wordt kort de geschiedenis beschreven van deze tiplijsten en hun voorgangers.

## Geschiedenis van de tiplijst in de jaren '70
Van december 1970 tot en met februari 1971 presenteerde Joost den Draaijer bij de VPRO op donderdagmiddag tussen 12:00 en 13:00 uur het programma Joost mag 't weten: de wekelijkse Tip-Parade. Hij stelde hierin de kanshebbers voor de Hilversum 3 Top 30 voor die hij een dag later presenteerde. Daarmee hadden de tiplijsten van de publieke omroep en Radio Veronica dezelfde naam. Vanaf maart 1971 werd de Tip 10/15/20 gepresenteerd door Hugo van Gelderen (TROS); vanaf oktober 1974 tot in mei 1978 was Joost den Draaijer (in NOS-zendtijd) een paar jaar de presentator, gevolgd door Henk Mouwe en Hans Rosekrans alias Peter Blom (in NCRV-zendtijd).
De Troetelschijf was de nummer 1 van de Tip 30. In de eerste jaren reflecteerde de lijst vooral de smaak van de Hilversum 3 diskjockeys. Na de oprichting van de Nationale Hitparade eind juni 1974, werd de samenstelling meer bepaald door de hitpotentie van singles.
Platen konden zakken in de Tip 30, al gebeurde dat vanaf 1974 slechts als de Troetelschijf niet binnenkwam in de hitparade.
De tiplijst heeft in de jaren '70 een verschillend aantal noteringen gehad:
| Van             | Tot             | Naam tiplijst     |
| --------------- | --------------- | ----------------- |
| 4 december 1970 | 2 oktober 1971  | Tipparade/ Tip 10 |
| 2 oktober 1971  | 12 mei 1973     | Tip 15            |
| 12 mei 1973     | 5 augustus 1974 | Tip 20            |
| 5 augustus 1974 | 3 juni 1978     | Tip 30            |

## Het vervolg na de Tip 30
Nadat de Nationale Hitparade was uitgebreid tot 50 singles (1 juni 1978), werd de Tip 30 opgeheven. Hierna zijn er diverse andere tiplijsten geweest die gelieerd waren aan de Nationale Hitparade en later de Mega Top 50/Mega Top 100/Single Top 100. Hieronder een overzicht en per lijst korte informatie.
| Van               | Tot              | Naam tiplijst  |
| ----------------- | ---------------- | -------------- |
| 3 juni 1978       | 26 oktober 1985  | Bubbling under |
| 26 oktober 1985   | 21 maart 1987    | Tip 20         |
| 7 februari 1993   | 28 december 1996 | Mega Tip 30    |
| 1 juni 1998       | 1 april 2014     | Bubbling under |
| sinds 10 mei 2014 |                  | Single Tip 30  |

## Bubbling Under
Van 1978 tot 1985 bestond er een onofficiële tiplijst: de Bubbling Under. De Bubbling Under-noteringen werden afgedrukt in de detaillistenexemplaar van de Nationale Hitparade (1981-1985) en in 1980 ook in Billboard Benelux. Tevens werden deze Bubbling Under-noteringen van 1983-1985 in Muziek & Beeld Info afgedrukt. Het aantal daadwerkelijke titels in deze alfabetisch gerangschikte (ongenummerde) lijst varieerde van ruim 20 tot ruim 40. 
NB Ook in 1977 en 1978 bestond er een Bubbling Under (genummerd 1 t/m 30) bij de Nationale Hitparade (top 30). Deze lijst bevatte singles die wel verkochten maar niet genoeg voor een top 30-notering. Deze Bubbling Under is dus niet gelijk aan de Tip 30 die door de Hilversum 3-dj's werd samengesteld. Hoelang deze Bubbling Under gepubliceerd is, is op dit moment onbekend. Er zijn slechts enkele exemplaren bewaard gebleven voor zover nu (augustus 2023) bekend.

## Nationale Tip 20
Van donderdag 3 oktober 1985 tot en met donderdag 19 februari 1987 werd de tiplijst opnieuw ingevoerd, ditmaal als de Nationale Tip 20. Later werd de naam (n.a.v. de sponsor) Nationale Platenbon Tip 20. De Nationale Tip 20 werd met name samengesteld op basis van signalen vanuit de platenzaken: platenhandelaren (NVGD-leden) gaven singles door die in hun winkel(s) goed verkochten. Toen de Nationale Hitparade per donderdag 26 februari 1987 werd uitgebreid naar de Nationale Hitparade Top 100, verdween de Nationale Tip 20.

## Mega Tip 30
Vanaf 7 maart 1993 tot 28 december 1996 heeft de Mega Top 50 ook een tiplijst gehad, de Mega Tip 30. Toen de hitlijst per 4 januari 1997 uitgebreid werd tot de Mega Top 100, werd de Mega Tip 30 opgeheven.

## Bubbling Under
Toen de Mega Top 50 was uitgebreid tot een Mega Top 100, kwam in juni 1998 de Bubbling Under terug als aanvulling op deze lijst. De bubbling under nummerde door van 101 t/m 200 en bevatte singles die te weinig verkocht werden om in de top 100 te komen plus de singles die uit de top 100 gevallen waren in de bewuste week. Per 1 april 2019 stopte deze Bubbling Under. Deze Bubbling Under werd uitsluitend bekendgemaakt aan de platenindustrie en was dus in beginsel niet inzichtelijk voor de consument.
NB: Er bestond in dezelfde periode ook een bubbling under lijst bij de Album Top 100.

## Single Tip 30
Sinds 10 mei 2014 bestaat er een tiplijst bij de Single Top 100: de Single Tip 30. De eerste jaren bestond deze lijst naast de Bubbling Under. Sinds 1 april 2019 bestaat alleen nog de Single Tip 30.